# Austropurcellia scoparia
Espèce
Austropurcellia scoparia est une espèce d'opilions cyphophthalmes de la famille des Pettalidae.

## Distribution
Cette espèce est endémique du Queensland en Australie. Elle se rencontre sur le mont Lewis.

## Publication originale
- Juberthie, 1988 : « Un nouvel opilion cyphophthalme aveugle d'Australie: Austropurcellia gen. nov., scoparia n. sp. » Mémoires de Biospéologie, vol. 15, p. 133-140.